# Dia Internacional para Relembrar o Tráfico de Escravos e sua Abolição
O Dia Internacional para Relembrar o Tráfico de Escravos e sua Abolição é um dia internacional comemorado em 23 de agosto desde 1998, instituído em 1997 pela UNESCO.

## Proclamação
O Dia Internacional para Relembrar o Tráfico de Escravos e sua Abolição foi proclamado pela UNESCO em sua 29.ª Conferência Geral, em 1997. Essa comemoração foi proclamada no âmbito do projeto intercultural Os caminhos dos escravizados. O objetivo desse dia é registrar na memória coletiva o que o tráfico de escravos implicou, refletir sobre suas causas, métodos e consequências históricas e analisar as interações que ele provocou entre a África, a Europa, as Américas e o Caribe.

## Celebração
Esse dia é comemorado em 23 de agosto. A data foi escolhida porque, na noite de 22 para 23 de agosto de 1791, começou uma revolta em Saint Domingue (atual República do Haiti), um evento crucial para a abolição do comércio transatlântico de escravos. A primeira celebração ocorreu no Haiti em 23 de agosto de 1998, seguida pelo Senegal, na ilha de Goreia, em 23 de agosto de 1999. Desde então, foram realizados eventos em vários países, organizados pelos Ministérios da Cultura, com a participação de jovens, educadores, artistas e intelectuais, a convite do Diretor-Geral da UNESCO.